# Fagernes (Oppland)
Fagernes est une ville et le centre administratif de la municipalité de Nord-Aurdal dans le centre de la Norvège.
Elle se situe dans la vallée de Valdres. En 2014, sa population était de 1 784 habitants.

## Traduction
- (en) Cet article est partiellement ou en totalité issu de l’article de Wikipédia en anglais intitulé « Fagernes » (voir la liste des auteurs).